# Wigwam
Wigwam — финская рок-группа, образованная в 1968 году. Музыка группы стилистически представляет собой прогрессивный рок.

## История
Группа была создана после распада коллектива Blues Section, с которым ранее выступал барабанщик Ронни Эстерберг. Первоначально Эстерберг организовал трио, но вскоре к группе присоединились имевший британские корни певец и композитор Джим Пемброк (ранее также выступавший в составе Blues Section) и органист Юкка Густавсон. Ещё через год в команду вступил бас-гитарист Пекка Похьола. Второй альбом группы, Tombstone Valentine (1970), продюсировал Ким Фоули. В этот альбом также вошёл отрывок электронной композиции Эркки Курениеми Dance of the Anthropoids. В 1974 году вышел альбом Being, который часто называют вершиной творчества Wigwam. После релиза этого альбома группу покинули Похьола и Густавсон. Самым коммерчески успешным альбом Wigwan стал более поп-ориентированный Nuclear Nightclub (1975), в записи которого участвовали новые члены коллектива: Пекка Рекардт на гитаре и Монс Грундстрём на бас-гитаре.
В 1970-е годы казалось, что Wigwan станет прорывом на европейской сцене наряду с коллективом Tasavallan Presidentti. Но несмотря на высокую оценку британской прессы, масштабную международную известность группа не получила и к 1978 году прекратила существование. Джим Пемброк и Ронни Эстерберг в конце 1979 года создали группу Jim Pembroke Band, но из-за проблем со здоровьем, вызванных диабетом, Эстерберг 6 декабря 1980 года покончил с собой .
Группа пережила воссоединение в 1990-х годах, костяк обновлённого коллектива составили Пемброк, Рекардт и Грундстрём. В настоящее время они продолжают музыкальную деятельность и имеют небольшой, но сплочённый ряд поклонников. Широко признано влияние группы на финскую рок-музыку.
В 2010-х годах бывшие члены Wigwam выступили с рядом концертов под названиями Wigwam Unplugged или Wigwam Revisited. В наиболее позднем выступлении в состав группы входили Микко Ринтанен, Ян Нопонен, Монс Грундстрём, Юкка Густавсон и Пекка Нилунд.

## Участники группы

### Текущий состав
- Джим Пемброк -— вокал, клавишные (1969—н. в.)
- Пекка Рекардт (Rekku) — гитара (1974—н. в.)
- Эса Котилайнен — клавишные (1974—75, 1977, 2001—н. в.)
- Матс Хульден — бас-гитара (1968—70, 2004—н. в.)
- Яри Кеттунен (Kepa) — ударные (1993—н. в.)

### Бывшие участники

#### Ударные
- Рональд Эстерберг (Ronnie), 1968—1980
- Ян Нопонен, 1991—1993

#### Гитара
- Владимир Никамо (Nikke), 1968—1970

#### Бас-гитара
- Пекка Похьола, 1970—1974
- Монс Грундстрём (Måsse), 1974—2003
- Юсси Киннунен, 2003—2004

#### Скрипка
- Пекка Похьола, 1970—1974

#### Вокал
- Юкка Густавсон (Gutsi), 1969—1974

#### Клавишные
- Юкка Густавсон (Gutsi), 1969—1974
- Хейкки Хиетанен (Hessu/Pedro), 1975—1977, 1991—1992, 1999—2000
- Микко Ринтанен, 1992—1993

## Дискография

### Альбомы
- Hard 'n' Horny (1969)
- Tombstone Valentine (1970)
- Fairyport (1971)
- Being (1974)
- Nuclear Nightclub (1975)
- The Lucky Golden Stripes and Starpose (1976)
- Dark Album (1977)
- Light Ages (1993)
- Titans Wheel (2002)
- Some Several Moons (2005)

| Год  | Альбом              | Пиковые позиции | Примечания                   |
| Год  | Альбом              | FIN             | Примечания                   |
| ---- | ------------------- | --------------- | ---------------------------- |
| 1975 | Nuclear Nightclub   | 1               |                              |
| 2002 | Titans Wheel        | 7               |                              |
| 2005 | Some Several Moons  | 28              |                              |
| 2011 | Nuclear Nightclub   | 24              | Переиздание 1975 года альбом |
| 2014 | Fairyport           | 40              | Переиздание 1971 года альбом |
| 2014 | Tombstone Valentine | 42              | Переиздание альбома 1970     |
| 2014 | Being               | 30              |                              |

### Сборники и альбомы
- Wigwam (1972)
- Live Music from the Twilight Zone (1975)
- Rumours on the Rebound (1979)
- Classics — The Rarest (1990)
- Highlights (1996)

| Год  | Альбом                                  | Пиковые позиции |
| Год  | Альбом                                  | FIN             |
| ---- | --------------------------------------- | --------------- |
| 2000 | Fresh Garbage — Rarities from 1969—1977 | 34              |
| 2001 | Wigwam Plays Wigwam — Live              | –               |
| 2016 | Pop-Liisa 3                             | 20              |

### Джим Пемброук (& Wigwam)
Джим Пемброк выпустил сольные альбомы, в которых играла группа Wigwam
- Hot Thumbs O’Riley: Wicked Ivory (1972)
- Jim Pembroke & Wigwam: Pigworm (1974)
- Jim Pembroke: Corporal Cauliflowers Mental Function (1977)